# Bracon bicolorator
Bracon bicolorator är en stekelart som beskrevs av Maximilian Spinola 1843. Bracon bicolorator ingår i släktet Bracon och familjen bracksteklar. Inga underarter finns listade.